# Piz Morteratsch
Piz Morteratsch je 3751 m vysoká hora nacházející se v horské skupině Bernina ve švýcarském kantonu Graubünden ve Švýcarsku.
Je považován za nejsnadněji přístupnou třítisícovku z vrcholů skupiny Bernina. Díky své centrální poloze a značné výšce nabízí vynikající výhledy z vrcholu, včetně výhledů na firnem pokrytý Biancograt, severní hřeben hory Piz Bernina.

## Přístup

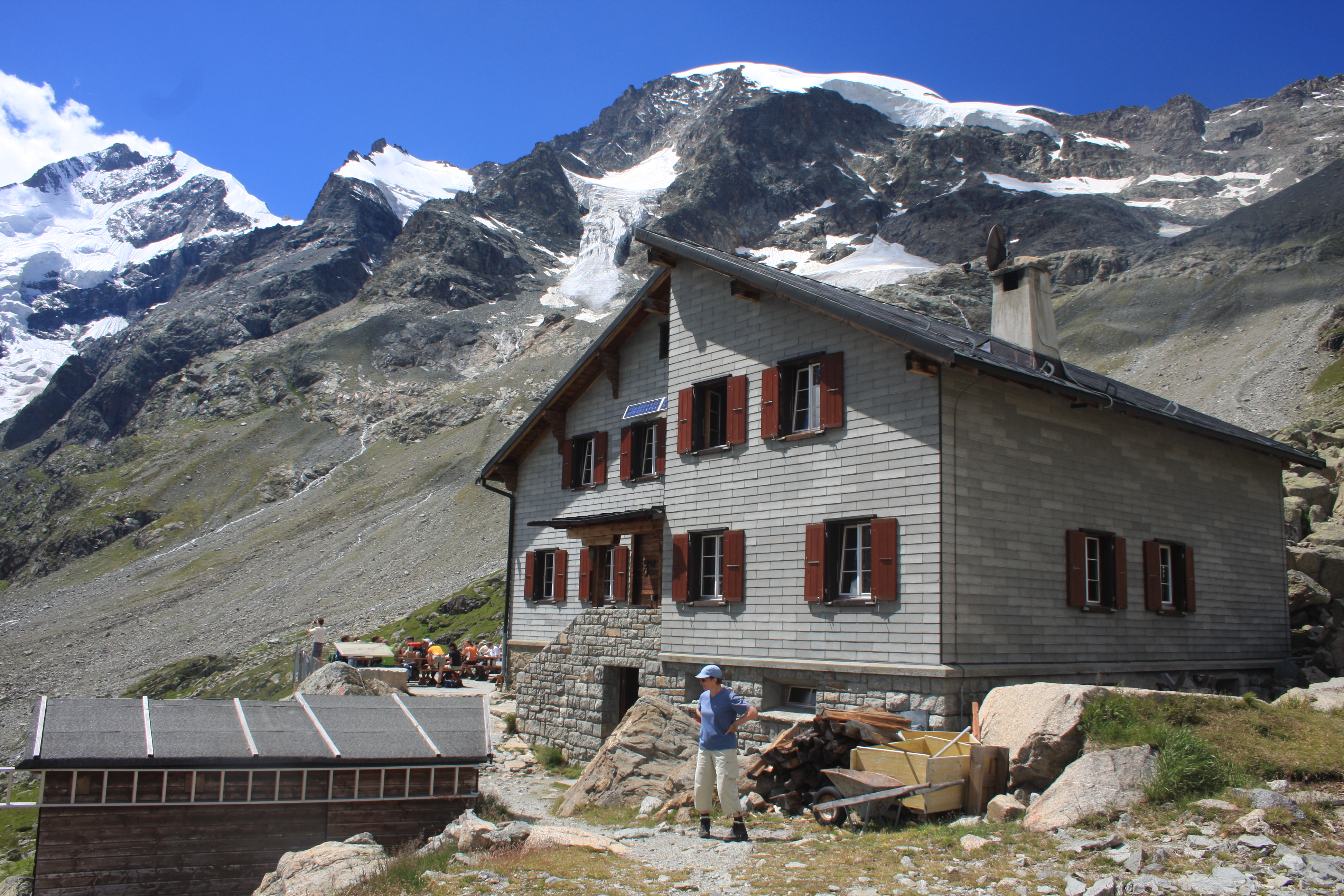
Horská chata pod horou Piz Morteratsch. 2495 m nad mořem. Chata se nachází v údolí Morteratsch, nad ledovcem Morteratsch.

Nejjednodušší způsob, jak se na vrchol dostat, je z obce Pontresina přes údolí Val Roseg. Jako základna pro výstup slouží horská chata Chamanna da Tschierva (2583 m) Švýcarského alpského klubu. Nejjednodušší, i když částečně zaledněný, výstup po náročnějším alpském chodníku odtud vede nahoru na ledovec Vadrettin da Tschierva a přes severní hřeben Piz Morteratsch na vrchol.
Populární, ale alpinisticky náročnější, je také výstup z horské chaty Chamanna da Boval přes hřeben Corn da Boval a rozsedlinu Fuorcla da Boval (3347 m). Vrchol je rovněž často navštěvován při přechodu z chaty Boval na chatu Tschierva či naopak.

## Původ jména
Původ jména se vysvětluje na základě švýcarské legendy o Děvčeti z Morteratsche. Dcera bohatého sedláka Annetta se zamiluje do pastevce Aratsche, ale její rodiče se vztahem nesouhlasí. Otec si klade podmínku, že pastýř si musí nejprve najít jinou práci a nabýt bohatství.
Aratsch tedy odešel jako voják do zahraničí a Annetta trpěla smutkem a steskem. Rodiče by se sňatkem už souhlasili, ale mladíka se nedaří najít. Krátce předtím, než se po letech nepřítomnosti vrací do Pontresiny jako důstojník, Annetta umírá. Aratsch poté, co se to dozví, vyjede na vrchol a skočí na koni do ledovce. Nikdo ho už nikdy neviděl.
Dívčin duch pak noc co noc obchází okolí a je slyšet, jak naříká: „Mort Aratsch“ (Aratsch zemřel). Vlivnému alpskému mlékaři se však zjevení líbí, protože krávy dávají více mléka, téměř žádná zvířata neumírají a smetana je tučnější než dříve a ducha nevyhání.
Jeho nástupce však ducha vyžene, načež se strhne bouře, která pronese kletbu: „Schmaladida saja quaist' alp e sia pas-chüra!“ (Prokleta budiž tato alpská země se svými pastvinami.). Od té chvíle je požehnání pryč – pastviny jsou čím dál chudší, ledovec postupuje z rokle a pokrývá vrchol hory, chatu a celé boční údolí až k hoře, které se od té doby říká Munt Pers (ztracená hora).